# Franziska Fritz
Franziska Fritz, nach der Heirat Fritz-Glahn (* 3. Januar 1991 in Hildburghausen) ist eine deutsche Bobsportlerin.

## Leben
Franziska Fritz ist Sportsoldatin der Bundeswehr-Sportfördergruppe im sächsischen Frankenberg. Sie lebt in Chemnitz, startete zunächst für den BRC Riesa, seit Sommer 2015 für dessen Nachfolger BSC Sachsen Oberbärenburg und wird von René Thierfelder trainiert. Die Studentin des Immobilienmanagements und Facilities Management der Hochschule Mittweida ist seit 2009 als Anschieberin im Bobsport aktiv. Zuvor war sie als Diskuswerferin aktive Leichtathletin, konnte den Sport nach einer Verletzung aber nicht mehr wie gewünscht ausüben.
Ihr internationales Renndebüt gab Fritz im November 2010 mit Pilotin Miriam Wagner in Igls Fünfte eines Europacup-Rennens wurde. Ein Jahr später erreichte das Doppel in Königssee als Drittplatzierte erstmals eine Podiumsplatzierung. Wenige Tage später gewann sie in Winterberg ihr erstes Rennen, im Januar 2012 folgte ein weiterer Sieg in St. Moritz. Bei den Juniorenweltmeisterschaften 2012 in Igls verpassten Wagner/Fritz hinter den Österreicherinnen Christina Hengster/Anna Feichtner und ihren Landsfrauen Stefanie Szczurek/Franziska Bertels und Carolin Zenker/Stephanie Schneider um einen Rang eine Medaille. Im November 2012 folgten zwei weitere Siege in Igls sowie bis Dezember fünf zweite Ränge in Igls, Winterberg und La Plagne. Bei den Juniorenweltmeisterschaften 2012 in Igls gewannen Wagner und Fritz den Titel. Damit qualifizierten sie sich für die Bob-Weltmeisterschaften 2013 in St. Moritz, wo sie Siebte wurden. Im Dezember 2013 folgten die ersten Einsätze im Bob-Weltcup. In Park City verpasste Fritz an der Seite der Pilotin Cathleen Martini als Fünfte und Vierte zweimal nur um wenige Ränge eine Podiumsplatzierung. Anfang Januar 2014 wechselte Fritz in den Bob von Sandra Kiriasis und gewann mit dieser in Winterberg ihr erstes Rennen im Weltcup. Beim Weltcuprennen am Königssee, das zugleich Bob-Europameisterschaft 2014 war, wurde Fritz an der Seite von Kiriasis hinter Fabienne Meyer und Tanja Mayer aus der Schweiz Vizeeuropameisterin. Höhepunkt der Saison wurden die Olympischen Winterspiele 2014 in Sotschi, wo sie mit Kiriasis als Fünftplatzierte im Bob Deutschland I eine angestrebte Medaille verpasste.

## Erfolge

### Weltcupsiege
Zweierbob Damen
| Nr. | Datum        | Ort        | Bahn                 |
| --- | ------------ | ---------- | -------------------- |
| 1.  | 5. Jan. 2014 | Winterberg | Bobbahn Winterberg 1 |